# Shino Sakuragi
Shino Sakuragi (japanisch 桜木 紫乃, * 19. April 1965 in Kushiro, Hokkaidō) ist eine japanische Schriftstellerin und Dichterin. Sie ist vor allem für ihre Werke bekannt, die in ihrer Heimatregion spielen, und wurde mit dem renommierten Naoki-Preis ausgezeichnet.

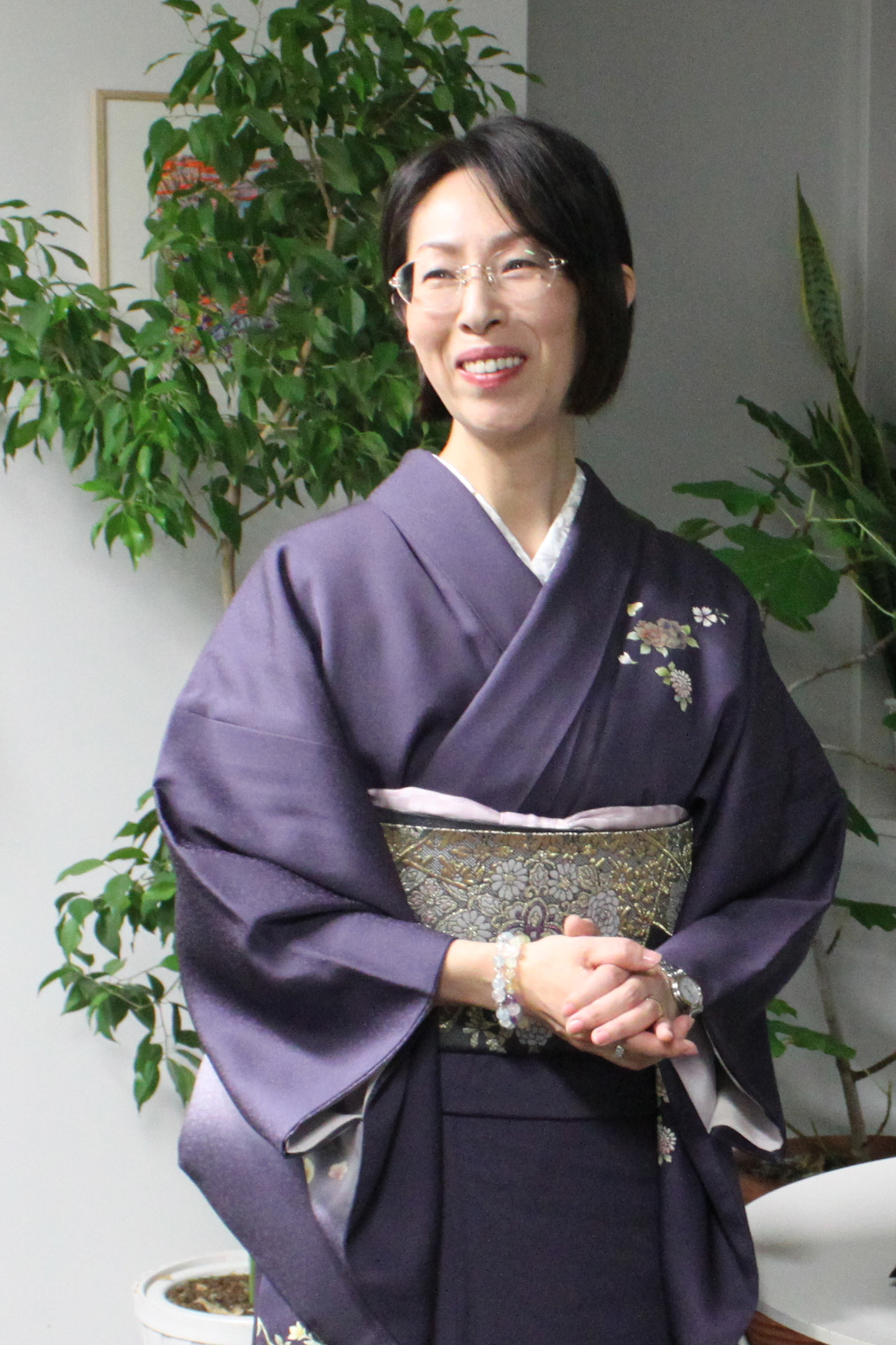
Shino Sakuragi, 2015

## Leben
Shino Sakuragi absolvierte die Städtische Nord-Mittelschule der Stadt Kushiro und die Hokkaido Kushiro Ost-Oberschule. In ihrer Jugend entdeckte sie die Literatur, als sie das Buch Banka (挽歌, Trauergesang) von Yasuko Harada (原田康子) las. In der Oberschule war sie Mitglied des Literaturclubs. Nach dem Abschluss der Schule arbeitete sie als Typistin am Gericht, bevor sie im Alter von 24 Jahren heiratete und ihren Beruf aufgab, um Hausfrau zu werden. Sie zog aufgrund des Berufs ihres Mannes in verschiedene Städte, darunter Abashiri und Rumoi. Mit 27 Jahren brachte sie ihren ersten Sohn zur Welt und begann, unmittelbar nach der Geburt ihres zweiten Kindes mit dem Schreiben von Romanen.
Sie begann ihre literarische Karriere als Mitglied des Literaturmagazins Hokkai Bungaku (北海文学), in dem auch ihre Werke veröffentlicht wurden. 2007 gab sie ihr Debüt als Romanautorin mit dem Werk Kōhyōsen (氷平線, Die Eisgrenze) und wurde bald zu einer bedeutenden Figur in der japanischen Literatur.
Sie ist auch unter dem Pseudonym Iyo Kanazawa (金澤伊代) als Dichterin aktiv und hat mehrere Gedichtbände veröffentlicht. Zusätzlich hat sie Texte für den Sänger Keisuke Yamauchi geschrieben.
Sakuragi ist eine bekannte Anhängerin der Band Golden Bomber (ゴールデンボンバー).

## Werke

### Romane
- Kōhyōsen (氷平線, Die Eisgrenze), 2007
- Fūsō (風葬, Windbestattung), 2008
- Tōgen (凍原, Gefrorenes Land), 2009
- Koihada (恋肌, Liebeshaut), 2009
- Garasu no ashi (硝子の葦, Die Glasrohrblatt), 2010
- Rabu Resu (ラブレス, Loveless), 2011
- Hoteru Rōyaru (ホテルローヤル, Hotel Royal), 2013
  - ital. Hotel Royal, 2022, ISBN 978-8865644089
- Dako suru tsuki (蛇行する月, Der sich schlängelnde Mond), 2013
- Kazoku jimai (家族じまい, Das Ende der Familie), 2020
- Jinsei gekijō (人生劇場, Das Theater des Lebens), 2025

### Gedichtbände
- Umi no katachi (海のかたち, Die Form des Meeres), 1998
- Gogo no tenkizu (午後の天気図, Wetterkarte am Nachmittag), 2000

### Filme und TV-Serien
- Garasu no ashi (硝子の葦, Glasrohrblatt), 2015, TV-Serie – Regie: Yukiko Mishima
- Kōri no wadachi (氷の轍, Spuren im Eis), 2016, TV-Drama – Regie: Tomoyuki Takimoto
- Kishūten Eki - Tāminaru (起終点駅 ターミナル, Endstation Terminal), 2015, Film – Regie: Tetsuo Shinohara
- Hoteru Rōyaru (ホテルローヤル, Hotel Royal), 2020, Film – Regie: Masaharu Take

## Auszeichnungen (Auswahl)
- 2002: All-Yomimono-Nachwuchspreis für Yukimushi
- 2012: Shimase-Preis für Liebesgeschichten für Loveless
- 2013: Naoki-Preis für Hoteru Rōyaru
- 2016: Grosser Hokkaidō-Buchpreis für Dako suru tsuki
- 2020: Chūō Kōron Literaturpreis für Kazoku jimai

Quelle: World of Literary Prizes